# Seven Kingdoms
A Seven Kingdoms amerikai metalegyüttes. 2007-ben alakultak meg a floridai DeLand-ben. Power metal illetve thrash metal műfajokban játszanak. A zenekart az ismeretlen This Solemn Vow együttes tagjai alapították. Első nagylemezüket megalakulásuk évében, 2007-ben adták ki, saját kezűleg, nem lemezkiadó támogatásával. A "Hét Királyság" második albuma 2010-ben került piacra, ezt már a Nightmare Records jelentette meg. 2012-ben harmadik albumuk is piacra került. A 2016-os évben egy EP-t jelentett meg a Seven Kingdoms, 2017-ben még egy nagylemezt piacra dobtak. Felléptek már a jól ismert Blind Guardiannel is. Szövegeik témái a fantasy, csaták, illetve George R. R. Martin művei.

## Tagok
Jelenlegi felállás
- Camden Cruz - gitár
- Kevin Byrd - gitár
- Keith Byrd - dob
- Sabrina Valentine - ének
- Aaron Sluss - basszusgitár

Korábbi tagok
- Bryan Edwards
- Cory Stene
- John Zambrotto
- Miles Neff

## Diszkográfia
- Brothers of the Night - album, 2007
- Seven Kingdoms - album, 2010
- The Fire is Mine - album, 2012
- In the Walls - EP, 2016
- Decennium - album, 2017
- Empty Eyes - EP, 2019